# Trans-AMA 1974
La temporada de 1974 de la Trans-AMA, anomenada oficialment 1974 Trans-AMA motocross series, fou la 5a edició d'aquest campionat, organitzat per l'AMA. El calendari oficial constava de 8 proves puntuables, celebrades entre el 6 d'octubre i l'1 de desembre.
Aquella temporada es disputà també la 4a Inter-AMA, reservada a motocicletes de 250cc, programada a 4 proves celebrades entre el 30 de juny i el 28 de juliol.

## Trans-AMA 500cc
L'oficial de Suzuki Roger De Coster guanyà el campionat amb quatre victòries absolutes. El seu company d'equip, el neerlandès Gerrit Wolsink, fou segon amb una victòria. El millor nord-americà fou l'oficial de Bultaco Jim Pomeroy, en quart lloc final rere l'alemany Adolf Weil.

### Rondes
Fonts:
| Ronda | Data           | Lloc                   | Guanyador         | Guanyador   | Millor americà        | Millor americà |
| Ronda | Data           | Lloc                   | Pilot             | Motocicleta | Pilot                 | Motocicleta    |
| ----- | -------------- | ---------------------- | ----------------- | ----------- | --------------------- | -------------- |
| 1     | 6 d'octubre    | Unadilla (Nova York)   | Roger De Coster   | Suzuki      | Jim Pomeroy (3r)      | Bultaco        |
| 2     | 13 d'octubre   | Linnville (Ohio)       | Heikki Mikkola    | Husqvarna   | Jim Pomeroy (4t)      | Bultaco        |
| 3     | 20 d'octubre   | Gainesville (Geòrgia)  | Roger De Coster   | Suzuki      | Jim Pomeroy (3r)      | Bultaco        |
| 4     | 27 d'octubre   | Orlando (Florida)      | Gerrit Wolsink    | Suzuki      | Brad Lackey (4t)      | Husqvarna      |
| 5     | 10 de novembre | Whitney (Texas)        | Roger De Coster   | Suzuki      | Steve Stackable (3r)  | Maico          |
| 6     | 17 de novembre | Puyallup (Washington)  | Harry Everts      | Puch        | Rich Thorwaldson (4t) | Suzuki         |
| 7     | 24 de novembre | Livermore (Califòrnia) | Roger De Coster   | Suzuki      | Mike Runyard (4t)     | Suzuki         |
| 8     | 1 de desembre  | Irvine (Califòrnia)    | Pierre Karsmakers | Yamaha      | Jim Pomeroy (3r)      | Bultaco        |

Notes
1. ↑  Circuit de Road Atlanta
2. ↑  Circuit de Saddleback Park

### Classificació final
| Posició | Pilot             | Equip     | Punts | Victòries |
| ------- | ----------------- | --------- | ----- | --------- |
| 1       | Roger De Coster   | Suzuki    | 900   | 4         |
| 2       | Gerrit Wolsink    | Suzuki    | 530   | 1         |
| 3       | Adolf Weil        | Maico     | 415   | 0         |
| 4       | Jim Pomeroy       | Bultaco   | 399   | 0         |
| 5       | Harry Everts      | Puch      | 344   | 1         |
| 6       | Willy Bauer       | Maico     | 333   | 0         |
| 7       | Yukio Sugio       | Yamaha    | 288   | 0         |
| 8       | Brad Lackey       | Husqvarna | 285   | 0         |
| 9       | Arne Kring        | Husqvarna | 270   | 0         |
| 10      | Pierre Karsmakers | Yamaha    | 233   | 1         |

### Resultats per ronda

#### Ronda 1
Celebrada el 6 d'octubre a Unadilla (Nova York)
| Posició | Pilot           | Equip   |
| ------- | --------------- | ------- |
| 1       | Roger De Coster | Suzuki  |
| 2       | ?               | ?       |
| 3       | Jim Pomeroy     | Bultaco |

#### Ronda 2
Celebrada el 13 d'octubre a Linnville (Ohio)
| Posició | Pilot          | Equip     |
| ------- | -------------- | --------- |
| 1       | Heikki Mikkola | Husqvarna |
| 2       | ?              | ?         |
| 3       | ?              | ?         |
| 4       | Jim Pomeroy    | Bultaco   |

#### Ronda 3
Celebrada el 20 d'octubre a Gainesville (Geòrgia)
| Posició | Pilot           | Equip     |
| ------- | --------------- | --------- |
| 1       | Roger De Coster | Suzuki    |
| 2       | Adolf Weil      | Maico     |
| 3       | Jim Pomeroy     | Bultaco   |
| 4       | Willy Bauer     | Maico     |
| 5       | Bengt Åberg     | Husqvarna |
| 6       | Hans Maisch     | Maico     |
| 7       | Brad Lackey     | Husqvarna |
| 8       | Tony DiStefano  | ČZ        |
| 9       | Harry Everts    | Puch      |
| 10      | Jimmy Weinert   | Kawasaki  |

#### Ronda 4
Celebrada el 27 d'octubre a Orlando (Florida)
| Posició | Pilot           | Equip     |
| ------- | --------------- | --------- |
| 1       | Gerrit Wolsink  | Suzuki    |
| 2       | Arne Kring      | Husqvarna |
| 3       | Yukio Sugio     | Yamaha    |
| 4       | Brad Lackey     | Husqvarna |
| 5       | Rich Eirstedt   | Honda     |
| 6       | Harry Everts    | Puch      |
| 7       | Håkan Andersson | Yamaha    |
| 8       | Adolf Weil      | Maico     |
| 9       | Willy Bauer     | Maico     |
| 10      | Mike Runyard    | Suzuki    |

#### Ronda 5
Celebrada el 10 de novembre a Whitney (Texas)
| Posició | Pilot             | Equip     |
| ------- | ----------------- | --------- |
| 1       | Roger De Coster   | Suzuki    |
| 2       | Harry Everts      | Puch      |
| 3       | Steve Stackable   | Maico     |
| 4       | Arne Kring        | Husqvarna |
| 5       | Adolf Weil        | Maico     |
| 6       | Yukio Sugio       | Yamaha    |
| 7       | Pierre Karsmakers | Yamaha    |
| 8       | Rich Thorwaldson  | Suzuki    |
| 9       | Håkan Andersson   | Yamaha    |
| 10      | Brad Lackey       | Husqvarna |

#### Ronda 6
Celebrada el 17 de novembre a Puyallup (Washington)
| Posició | Pilot            | Equip     |
| ------- | ---------------- | --------- |
| 1       | Harry Everts     | Puch      |
| 2       | Roger De Coster  | Suzuki    |
| 3       | Yukio Sugio      | Yamaha    |
| 4       | Rich Thorwaldson | Suzuki    |
| 5       | Mike Hartwig     | Husqvarna |
| 6       | Vic Eastwood     | CCM       |
| 7       | Mike Runyard     | Suzuki    |
| 8       | Arne Kring       | Husqvarna |
| 9       | Gary Chapin      | Maico     |
| 10      | Sonny DeFeo      | Maico     |

#### Ronda 7
Celebrada el 24 de novembre a Livermore (Califòrnia)
| Posició | Pilot            | Equip     |
| ------- | ---------------- | --------- |
| 1       | Roger De Coster  | Suzuki    |
| 2       | Willy Bauer      | Maico     |
| 3       | Adolf Weil       | Maico     |
| 4       | Mike Runyard     | Suzuki    |
| 5       | Gerrit Wolsink   | Suzuki    |
| 6       | Raymond Boven    | Montesa   |
| 7       | Arne Kring       | Husqvarna |
| 8       | Vic Allan        | Bultaco   |
| 9       | Rich Thorwaldson | Suzuki    |
| 10      | Rich Eirstedt    | Honda     |

#### Ronda 8
Celebrada l'1 de desembre a Irvine (Califòrnia), al circuit de Saddleback Park
| Posició | Pilot             | Equip   |
| ------- | ----------------- | ------- |
| 1       | Pierre Karsmakers | Yamaha  |
| 2       | Roger De Coster   | Suzuki  |
| 3       | Jim Pomeroy       | Bultaco |
| 4       | Gerrit Wolsink    | Suzuki  |
| 5       | Willy Bauer       | Maico   |
| 6       | Adolf Weil        | Maico   |
| 7       | Rich Thorwaldson  | Suzuki  |
| 8       | Hans Maisch       | Maico   |
| 9       | Gary Jones        | Can-Am  |
| 10      | Vic Allan         | Bultaco |

## Inter-AMA 250cc
L'oficial de ČZ Zdenek Velky guanyà el campionat amb dues victòries absolutes, mentre el seu connacional Jaroslav Falta i Pierre Karsmakers es repartiren les altres dues.

### Rondes
Font:
| Ronda | Data         | Lloc                    | Guanyador         | Guanyador   | Millor americà     | Millor americà |
| Ronda | Data         | Lloc                    | Pilot             | Motocicleta | Pilot              | Motocicleta    |
| ----- | ------------ | ----------------------- | ----------------- | ----------- | ------------------ | -------------- |
| 1     | 30 de juny   | Salt Lake City (Utah)   | Pierre Karsmakers | Yamaha      | Íd.                | Íd.            |
| 2     | 6 de juliol  | Baldwin (Kansas)        | Jaroslav Falta    | ČZ          | Kent Howerton (2n) | Husqvarna      |
| 3     | 21 de juliol | Lexington (Ohio)        | Zdenek Velky      | ČZ          | Jim Pomeroy (4t)   | Bultaco        |
| 4     | 28 de juliol | Springville (Nova York) | Zdenek Velky      | ČZ          | Gary Semics (2n)   | Husqvarna      |

1. ↑  Pierre Karsmakers corria amb llicència AMA durant aquella temporada, motiu pel qual apareix com a nord-americà (concretament, amb domicili a Mission Viejo, Califòrnia), en algunes fonts coetànies

### Classificació final
| Posició | Pilot             | Motocicleta | Punts |
| ------- | ----------------- | ----------- | ----- |
| 1       | Zdenek Velky      | ČZ          | 400   |
| 2       | Jaroslav Falta    | ČZ          | 270   |
| 3       | Pierre Karsmakers | Yamaha      | 249   |
| 4       | Mike Runyard      | Suzuki      | 240   |
| 5       | Kent Howerton     | Husqvarna   | ?     |
| 6       | Peter Lamppu      | Montesa     | 188   |
| 7       | Rex Staten        | Maico       | 165   |
| 8       | Gary Semics       | Husqvarna   | 130   |
| 9       | Roger De Coster   | Suzuki      | 100   |
| 9       | Steve Stackable   | Maico       | 100   |
| 9       | Rich Thorwaldson  | Suzuki      | 100   |